# Fideos de chocolate

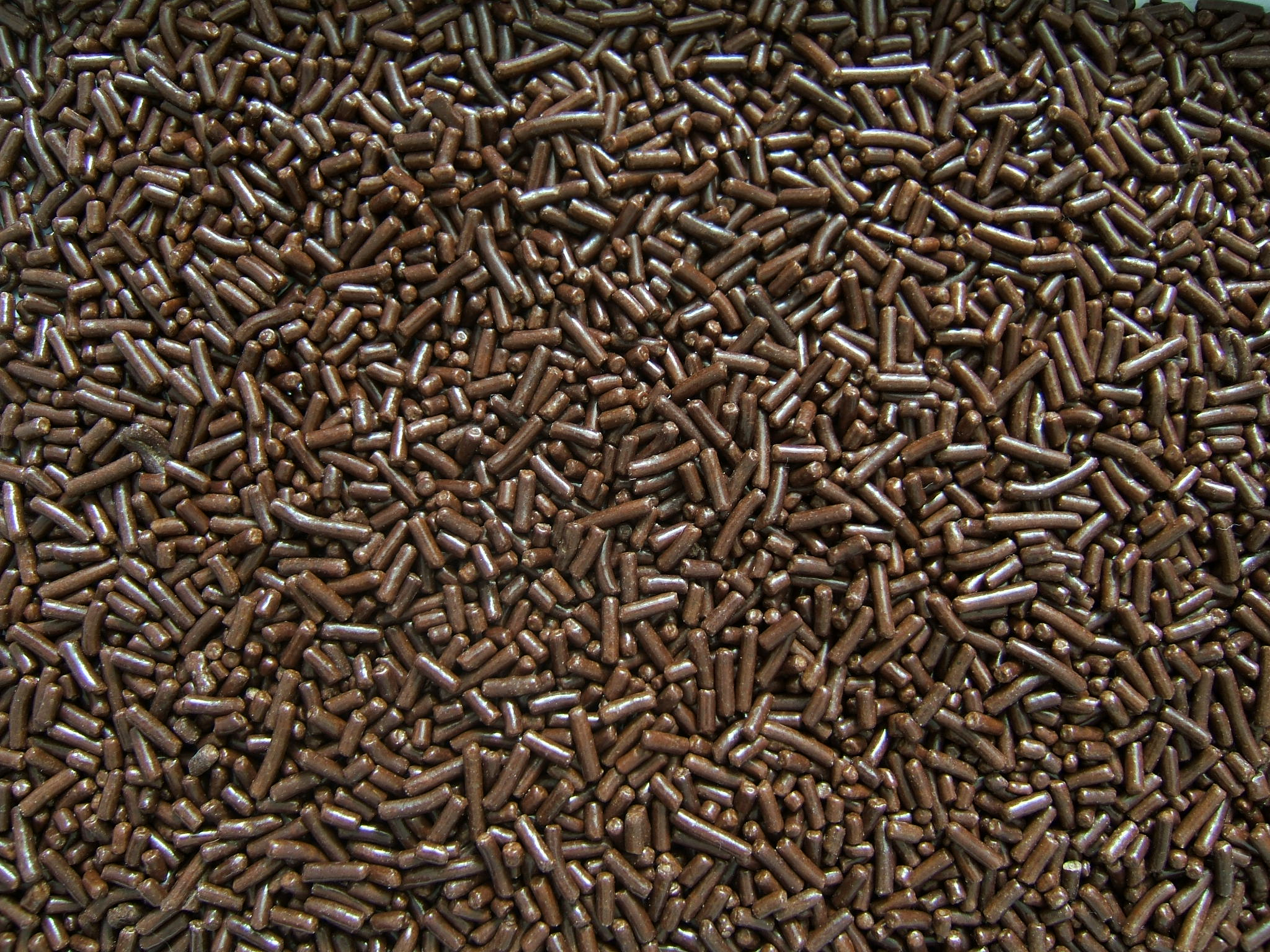
Fideos de chocolate.

Los fideos de chocolate son trocitos muy pequeños de golosina, normalmente con sabor a chocolate, aunque también se comercializan con diversos colores y sabores, usados para decorar o añadir textura a dulces y postres, típicamente cupcakes, galletas, dónuts, helados, yogur helado y algunos flanes.

## Historia
El origen de los fideos se remonta al menos hasta finales del siglo XVIII, cuando los confiteros franceses empezaron a emplearlos para decorar pièces montées postres. Los hagelslag holandeses fueron inventados en 1936 por Gerard de Vries para Venz, una compañía holandesa que los popularizó. Tras muchas investigación y desarrollo, de Vries y Venz crearon la primera máquina capaz de producir pequeños fideos de chocolate. Estos fueron bautizados hagelslag por su parecido con el prominente fenómeno meteorológico en los Países Bajos, el granizo. Si el contenido de cacao es inferior al 35% deben llamarse cacaofantasie en lugar de hagelslag.

## Usos

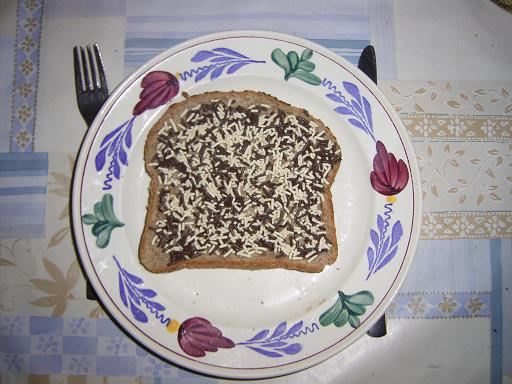
En los Países Bajos y Bélgica, los fideos de chocolate —hagelslag— suelen usarse sobre pan.

Los fideos de chocolate suelen necesitar glaseado para adherirse a la superficie del alimento. Se emplean frecuentemente en dulces más pequeños, como cupcakes y galletas, que suelen tener más glaseado y menos diámetro que las tartas. En los Países Bajos los hagelslag se toman sobre pan (de forma parecida al muisjes y los vlokken), siendo también frecuente en Bélgica e Indonesia, una antigua colonia holandesa. Estos países también emplean vruchtenhagel y anijshagel (hechos de azúcar y con sabor a fruta o anís respectivamente) sobre pan, principalmente para desayunar.